# Petricani, Neamț
Petricani este satul de reședință al comunei cu același nume din județul Neamț, Moldova, România.